# Burg Niederwindegg
Die Ruine der Burg Niederwindegg, seltener Unter-Windegg, liegt zwischen Schänis und Ziegelbrücke im schweizerischen Kanton St. Gallen.

## Lage
Die Ruinen der Burg Niederwindegg stehen auf einer Nagelfluhrippe oberhalb der Strasse. Sie ist über einen steilen schmalen Weg in etwa einer Viertelstunde erreichbar. Die Bezeichnung Niederwindegg diente zur Unterscheidung von der Burg Oberwindegg auf der anderen Seite der Ebene, zwei Kilometer weiter südlich. Das genaue Baudatum beider Burgen ist nicht bekannt.

## Geschichte

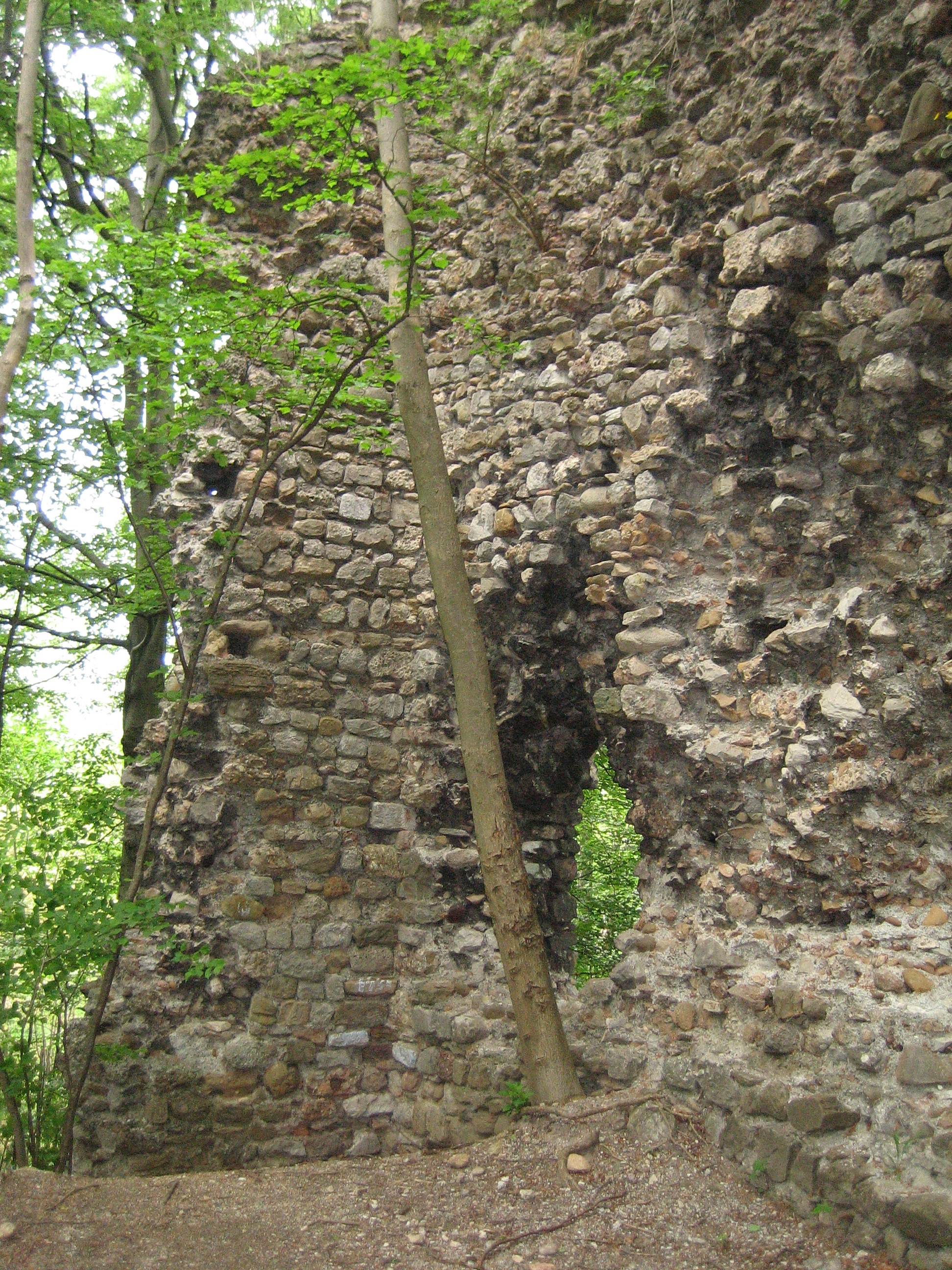
Nordecke mit Balkenlöchern

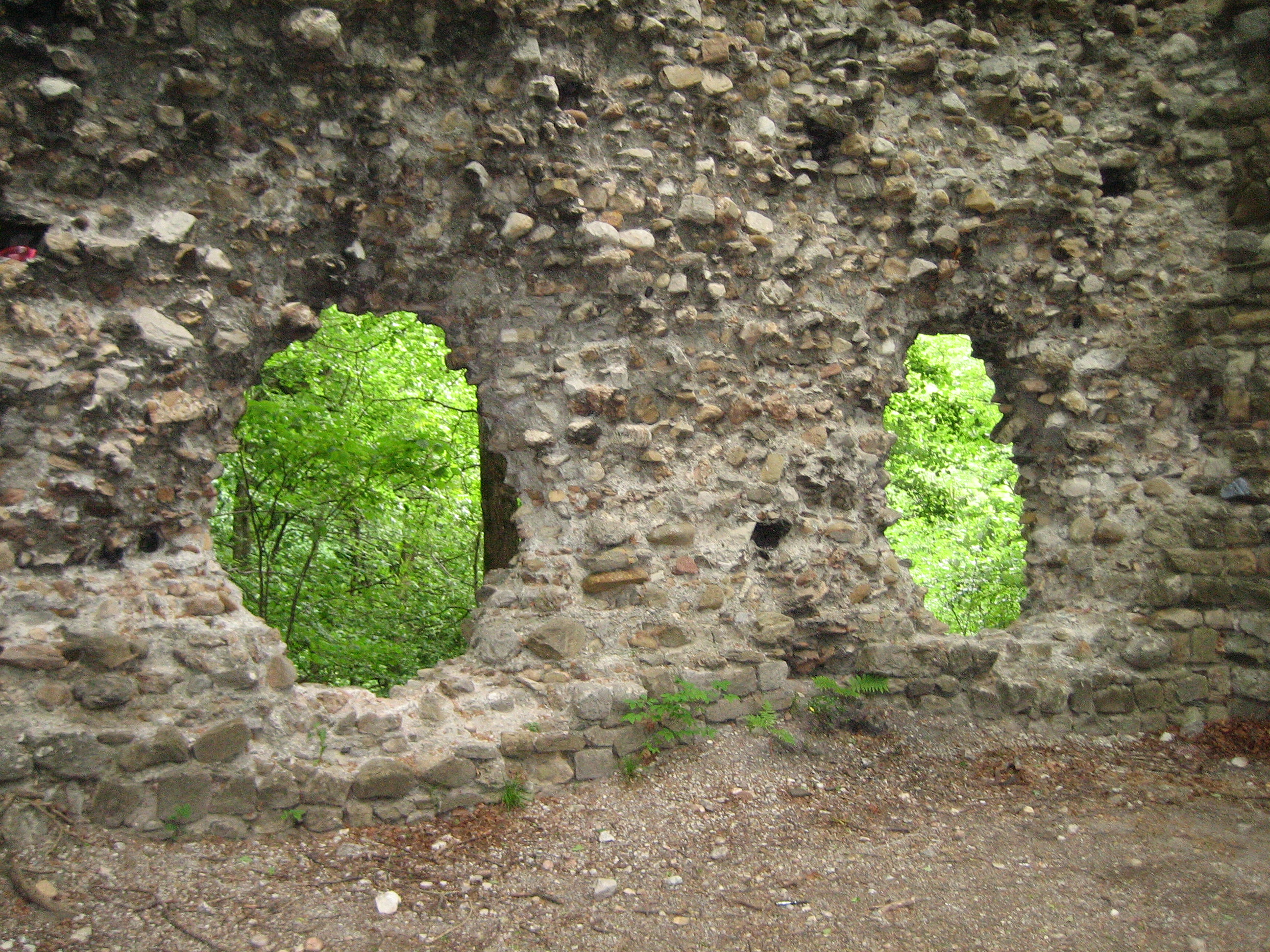
Innenseite

Die Burg Niederwindegg war der Amtssitz des jeweiligen Herren des Gasterlandes. 1220 und 1229 wird ein Hartmann von Windegg bzw. ein Diethelm von Windegg urkundlich erwähnt, wobei hier unklar ist, ob Niederwindegg, Oberwindegg oder sogar die Burg Windegg bei Wald im Kanton Zürich gemeint ist. Im Jahr 1230 schenkt Graf Hartmann der Ältere von Kyburg sein Eigentum des Gebietes Gaster mit Zoll und Burg (castrum Windegg et ibidem theloniun) seiner Gattin Margaretha von Savoyen. Der Zoll lag unterhalb der Burg zwischen Berg und Linthlauf. Im Jahr 1285 sass nachweislich ein habsburgischer Amtsmann auf der Burg, welcher nach etwa 1288 auch das Tal Glarus zu verwalten hatte.
Als 1352 Glarus eidgenössisch wurde, fiel dieser grosse Verwaltungsbezirk auseinander und es wurde wieder nur der Bezirk Gaster verwaltet. Diese angespannte Lage zwischen der Eidgenossenschaft und Österreich führte dazu, dass die Burg 1359 und 1384 unter Vogt Eglof von Ems befestigt wurde. Nach der Mordnacht von Weesen 1388 brach die Feindseligkeit offen aus, wobei anzumerken ist, dass der Vogt Arnold Burchi als Bürger von Rapperswil persönlich an der Mordnacht beteiligt war. Bei der darauf folgenden Strafaktion der Eidgenossen wurde das Städtchen Weesen niedergebrannt. Die Burg erwies sich bei der anschliessenden Belagerung als uneinnehmbar.
1406 gelangte das Niederamt Niederwindegg (Amt Gaster) als Pfand an Graf Friedrich VII. von Toggenburg. Im Jahr 1486 gelangte das Gaster als gemeinsame Herrschaften von Glarus und Schwyz zur Eidgenossenschaft und wurde fortan als Herrschaft Windegg bezeichnet. Ab diesem Zeitpunkt wurde die Burg nicht mehr vom Vogt bewohnt und dürfte in der Folge dem Verfall preisgegeben worden sein. Es wird vermutet, dass sie 1486 als Steinbruch für den Turmbau der Stiftskirche Schänis diente. Auch in der Folgezeit wurde sie wohl als Steinlieferant benutzt.
1955 wurden durch Jakob Grüninger Sondierbohrungen durchgeführt. Dabei kam die Vermutung auf, dass hier ein römischer Wachposten gestanden haben dürfte. Für eine endgültige Antwort wäre aber eine sorgfältige, grossflächige archäologische Untersuchung notwendig.

## Anlage

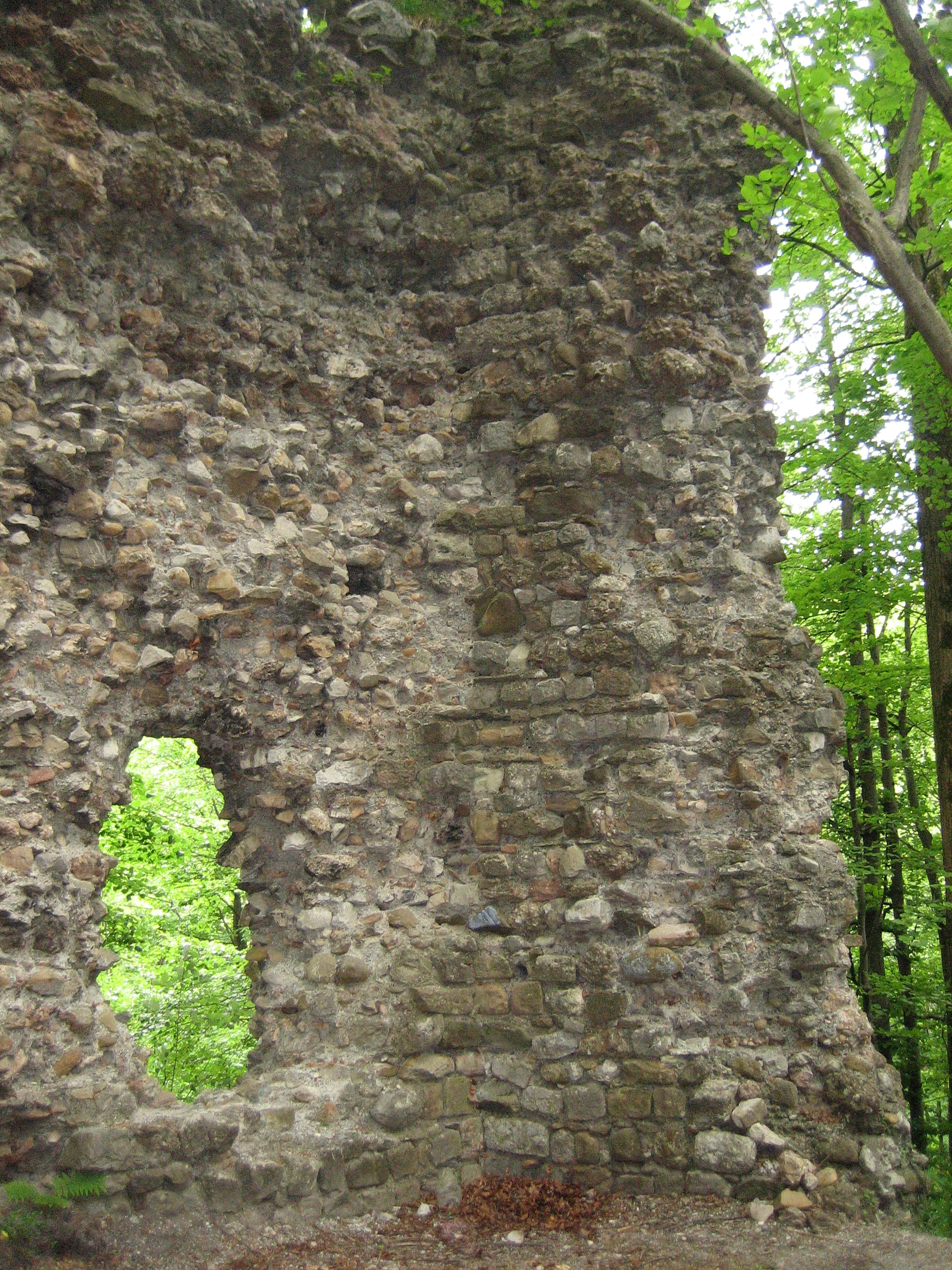
Südecke

Heute besteht die Ruine fast nur noch aus der acht Meter hohen Puffermauer an der Ostseite zum Berg. Sonst sind nur noch einige Mauerreste sichtbar. Die Anlage war in Nordost-Südwest-Richtung erbaut. Der Wehrbezirk lag im bergseitigen  nordöstlichen Teil;  der Felsen konnte nur von dieser Seite her bestiegen werden. Der rechteckige Palas war vom Wehrbezirk mit einem künstlichen Halsgraben getrennt.